# Санчес-Руис, Хосе Игнасио
Хосе Игнасио Санчес-Руис, также известный как Josignacio (исп. José Ignacio Sánchez-Rius; род. 24 октября 1963) — кубинско-американский художник и писатель. Входит в число наиболее известных и значимых художников современной Кубы.
Стал известен как выходец из «поколения 80-х», — поколения, составляющего основную массу современной кубинской интеллигенции. В 80-90-е активно сотрудничал с рядом других художников и писателей. К концу 80-х Хосе Игнасио имел уже немалый вес в творческом обществе Кубы, активно выставлял свои работы в столичных галереях, участвовал в международных конкурсах и выставках.
В 1984 году Санчес-Руис создал художественную «пластиковую краску», смешав эпоксидные смолы с масляными красками и другими пигментами, в результате чего получилась твердая глянцевая трехмерная поверхность — метод, который стал его узнаваемым стилем. Хосе Игнасио — первый художник-кубинец, стоимость работ которого на аукционе в США превысила 3 миллиона долларов.
Сейчас его работы выставляются на Кубе, в Европе, США.

## Биография
Родился 24 октября 1963 в Гаване, Куба. Рос среди творческой интеллигенции тех лет, лично знал ряд деятелей культуры.
Впервые участвовал в выставке в 1979 году, когда ему было 16 лет. В 1983 году Хосе Игнасио сдал вступительные экзамены в Высший институт искусств (ISA) в возрасте двадцати лет, однако перед приездом на первую лекцию он побрил голову, чтобы отразить вступление в новый этап своей жизни. Этот поступок был неверно истолкован администрацией ISA как протест против правительства Кастро, и впоследствии ему запретили посещать институт.
В 1989 переехал в США, жил в кубинской диаспоре. Из-за переезда на Кубе началась «отмена» творчества художника: все 13 галерей Гаваны убрали его картины, а ему был запрещен въезд на Кубу. В 1990-е Санчес-Руис уже утвердился на рынке искусства США как известный художник, в 1991 провел первую персональную выставку.
В 2001 и 2002 годах он участвовал в художественной ярмарке «Куба Ностальгиа» и коллективной выставке в галерее Альфредо Мартинеса. С 2006 по 2010 год о Хосе Игнасио было снято три документальных фильма. В 2013 году он опубликовал свой первый роман «Лас Лагримас дель Кокодрило».
В 2015 Санчес-Руис получил разрешение вернуться на Кубу.
В марте 2016 года он установил мировой аукционный рекорд по самой высокой цене, достигнутой ныне живущим латиноамериканским артистом, продав в Лондоне картину «Музыка вне времени» (1989) за 3 481 205 долларов США.